# فيلاسبويناس دي غاتا
بلدية فيلاسبويناس دي غاتا (بالإسبانية: Villasbuenas de Gata)‏، هي بلدية تقع في مقاطعة قصرش والتي تقع في منطقة إكستريمادورا، غرب إسبانيا.
يبلغ عدد سكانها 505 نسمة وفقاً لإحصائية سنة (2002).